# 西敏市公園和開放空間
西敏市位於倫敦自治市的中心，有116座公園以及開放空間，包括小花園以及大型公園，這些開放空間由西敏市議會 （页面存档备份，存于）、私人以及商業協會管理。西敏市也是四個倫敦御苑（海德公園（页面存档备份，存于）、綠園、聖詹姆斯公園球場和肯辛頓花園）的所在地。倫敦御苑由倫敦御苑（页面存档备份，存于）管理。
　西敏市有一系列的典型倫敦廣場以及正式的花園，其中包含：
- 布朗哈特花園（Brown Hart Gardens）
- 卡文迪西廣場花園（Cavendish Square Gardens）
- 學院花園（College Garden）
- 黃金廣場（Golden Square）
- 格罗夫纳广场（Grosvenor Square），加拿大事務委員會現址（美國大使館舊址）以及美國大使館現址
- 汉诺威广场（Hanover Square）
- 萊斯特廣場（Leicester Square]）
- 曼彻斯特廣場（Manchester Square）
- 蒙特街花園（Mount Street Gardens）
- 帕丁頓遊樂場（Paddington Recreation Ground）
- 皮姆利科花園（Pimlico Gardens）
- 攝政公園（Regent's Park）（部分）
- 維多利亞路堤花園（Victoria Embankment Gardens）
- 維多利亞塔花園（Victoria Tower Gardens）（由倫敦御苑管理）

自治市內唯一的地方自然保留區是聖約翰伍德花園。除了在自治市區內的公園和開放空間以外，該市還擁有並維護倫敦巴尼特區的東芬奇利公墓。

## 外部連結
- 西敏市公園及開放空間 （页面存档备份，存于）